# Umberto Utili
Umberto Utili (Roma, 18 luglio 1895 – Milano, 27 ottobre 1952) è stato un generale di divisione, comandante del Corpo Italiano di Liberazione durante la Seconda guerra mondiale.

## Biografia
Figlio di un ufficiale di fanteria, partecipa come tenente del 17º artiglieria al primo conflitto mondiale, quindi come tenente colonnello comandante gruppo d'artiglieria nella 1ª divisione eritrea nella guerra in Africa orientale nel 1936 in cui fu decorato al valore militare nella battaglia di Mai Ceu.
Nel secondo conflitto mondiale è impegnato nel 1940 come colonnello al comando d'artiglieria del XXVI C.A. (Capo Ufficio del comando) nella campagna di Grecia e sul fronte russo con lo C.S.I.R. quale capo di stato maggiore del generale Giovanni Messe, l'8 settembre si trova a Roma e si trasferisce in Puglia, unitamente ai sovrani ed allo stato maggiore generale e delle tre forze armate, quando le truppe alleate cominciano l'avanzata verso il nord Italia.
A fine gennaio 1944 subentrò al generale Vincenzo Dapino al comando del Primo Raggruppamento Motorizzato che sotto il suo comando viene trasformato nel Corpo Italiano di Liberazione, alle dipendenze dell'8ª Armata britannica.
Dopo le battaglie dei primi mesi del 1944 il generale Utili propone agli alleati un potenziamento delle forze italiane, gli alleati accettano e l'organico viene portato da 25.000 uomini a circa 60.000 distribuiti in gruppi di combattimento (più altri 200.000 divisi in Divisioni ausiliarie per il supporto logistico per le forze alleate e in Divisioni di sicurezza interna nei territori liberati). Il generale Utili comandò il gruppo di combattimento Legnano fino alla conclusione del conflitto. Nell'immediato dopoguerra comandò il III Comando Militare Territoriale di Milano.
Morto nel 1952 all'Ospedale Militare di Baggio, rione di Milano, all'età di soli 57 anni per le conseguenze di un infarto occorsogli qualche mese prima, è sepolto nel cimitero militare di Mignano Monte Lungo, dove sono state raccolte le salme di 975 caduti durante la guerra di liberazione, mentre al Campo Utili di Bergamo è presente una statua che lo raffigura.

## Onorificenze

### Riconoscimenti
Bergamo gli ha dedicato una lapide alla rocca.